# Henryk Jedwab
Henryk Jedwab (ur. 15 kwietnia 1918 w Kaliszu, zm. 14 września 2005 w Kanadzie) – porucznik Wojska Polskiego, honorowy obywatel Miasta Kalisza.

## Życiorys
Urodził się w zamożnej rodzinie pochodzenia żydowskiego. Jego rodzicami byli Leon (Laib) i Ella z d. Lipska.
Ukończył Gimnazjum im. Adama Asnyka w Kaliszu. Następnie ukończył Szkołę Podchorążych w Brześciu.
Podczas kampanii wrześniowej służył w 84 pułku Strzelców Poleskich. Po klęsce przedostał się do Rumunii, skąd przez Jugosławię i Włochy dotarł do Francji, gdzie wstąpił do Armii Polskiej. Walczył w kampanii francuskiej aż do kapitulacji, a następnie dotarł do Wielkiej Brytanii, gdzie wstąpił do nowo utworzonego 2 batalionu strzelców „Kratkowanych Lwiątek”, stacjonującego w Szkocji. Początkowo wyselekcjonowany jako kandydat na cichociemnego, przeszedł kurs spadochronowy, w którego ukończeniu przeszkodziło złamanie ręki podczas ostatniego skoku. Po powrocie do batalionu miał problemy natury dyscyplinarnej, w wyniku czego odszedł do elitarnej jednostki dywersyjnej Special Operations Executive (SOE). Posiadający dobrą znajomość języka francuskiego (przed wojną studiował medycynę we Francji), Jedwab został użyty w tajnych operacjach w okupowanej Francji. Z pierwszej misji powrócił przez Hiszpanię, z drugiej odebrał go okręt podwodny w okolicach Bordeaux. 
Niespokojna natura i chęć doświadczenia przygód była przyczyną decyzji wstąpienia na ochotnika do 1 Samodzielnej kompanii komandosów (jesień 1942). Był uczestnikiem walk o Monte Cassino oraz o Ankonę i Bolonię. Po przeformowaniu 1 Samodzielnej kompanii komandosów w 2 batalion komandosów zmotoryzowanych objął w nim dowództwo III plutonu 2 kompanii motorowej. Wojnę ukończył w stopniu porucznika.
W 1947 roku zawarł związek małżeński (Irena) we Włoszech, a wkrótce potem urodziła się córka Ewa.
Do Polski nie powrócił. Osiadł w Wielkiej Brytanii i początkowo pracował fizycznie w fabryce. Rozpoczął też studia na Uniwersytecie w Leeds na wydziale przemysłu chemiczno-włókienniczego. Ukończył je w skróconym czasie otrzymując tytuł inżyniera. W 1950 emigrował z rodziną do Kanady i zamieszkał w Montrealu. Do końca kariery zawodowej pracował w przemyśle włókienniczym zajmując wysokie stanowiska. Był szefem komórki planowania, dyrektorem technicznym i koordynatorem produkcji pięciu fabryk koncernu. Odbył wiele podróży służbowych po świecie, odwiedzał też Polskę. Miał swój udział w uruchomieniu polskiej produkcji włókien poliestrowych w zakładach Elana w Toruniu. 
Przez wiele lat utrzymywał aktywny kontakt z Kołem Byłych Żołnierzy 2 Batalionu Grenadierów „Kratkowane Lwiątka” często pisząc (wraz z żoną) do wydawanego przez nich kwartalnika „Wiadomości–Wypad”. Ostatnie lata życia spędził w Ottawie. Należał do licznych organizacji kombatanckich m.in. SPK, Canadian Legion, Commando Association, American Rangers Association i zawodowych m.in. Textile Institute England, Textile Science Institute Canada.
Podczas lat służby w siłach zbrojnych odznaczony został m.in. Krzyżem Walecznych, Krzyżem Monte Cassino i orderem Virtuti Militari. 
Podczas Holocaustu wymordowano niemal całą jego rodzinę.
W 1999 otrzymał tytuł Honorowego Obywatela Miasta Kalisza. 
Jego młodszy brat Jan (Abraham) Jedwab również był żołnierzem 1 Samodzielnej kompanii komandosów.
W 1997 Michał Bukojemski zrealizował film dokumentalny „Komandos” poświęcony losom Henryka Jedwabia.